# Брине (Шер)
Брине (фр. Brinay) насеље је и општина у централној Француској у региону Центар (регион), у департману Шер која припада префектури Вјерзон.
По подацима из 2011. године у општини је живело 524 становника, а густина насељености је износила 17,77 становника/km². Општина се простире на површини од 29,48 km². Налази се на средњој надморској висини од 120 метара (максималној 137 m, а минималној 97 m).

## Демографија
| 1962. | 1968. | 1975. | 1982. | 1990. | 1999. | 2011. |
| ----- | ----- | ----- | ----- | ----- | ----- | ----- |
| 300   | 318   | 329   | 452   | 546   | 467   | 524   |

График промене броја становника у току последњих година